# Jack Catley
John William Catley (sinh ngày 16 tháng 3 năm 1945) là một cựu cầu thủ bóng đá người Anh thi đấu ở vị trí tiền vệ chạy cánh.